# Erecula crassipes
Erecula crassipes is een hooiwagen uit de familie Assamiidae.